# Andryala
Andryala  L. 1753 è un genere di piante angiosperme dicotiledoni della famiglia delle Asteraceae.

## Etimologia
L'etimologia del genere (Andryala) è dubbia, sembra che derivi dal greco (= errore umano), ma Linneo non ha spiegato il perché di questo nome.
Il nome scientifico del genere è stato proposto da Carl von Linné (1707 – 1778) biologo e scrittore svedese, considerato il padre della moderna classificazione scientifica degli organismi viventi, nella pubblicazione "Species Plantarum - 2:808" del 1753.

## Descrizione

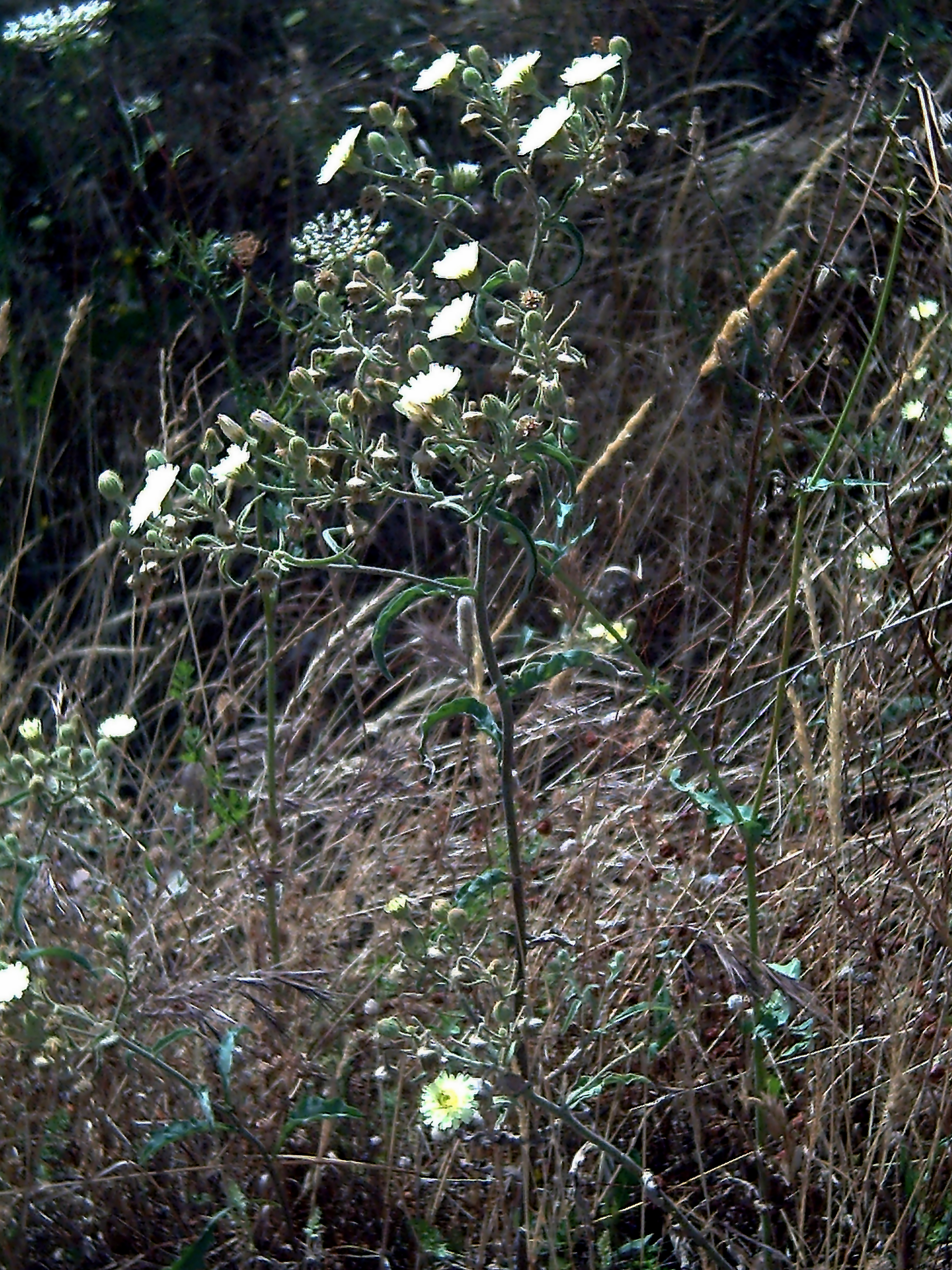
Il portamento
Andryala laxiflora

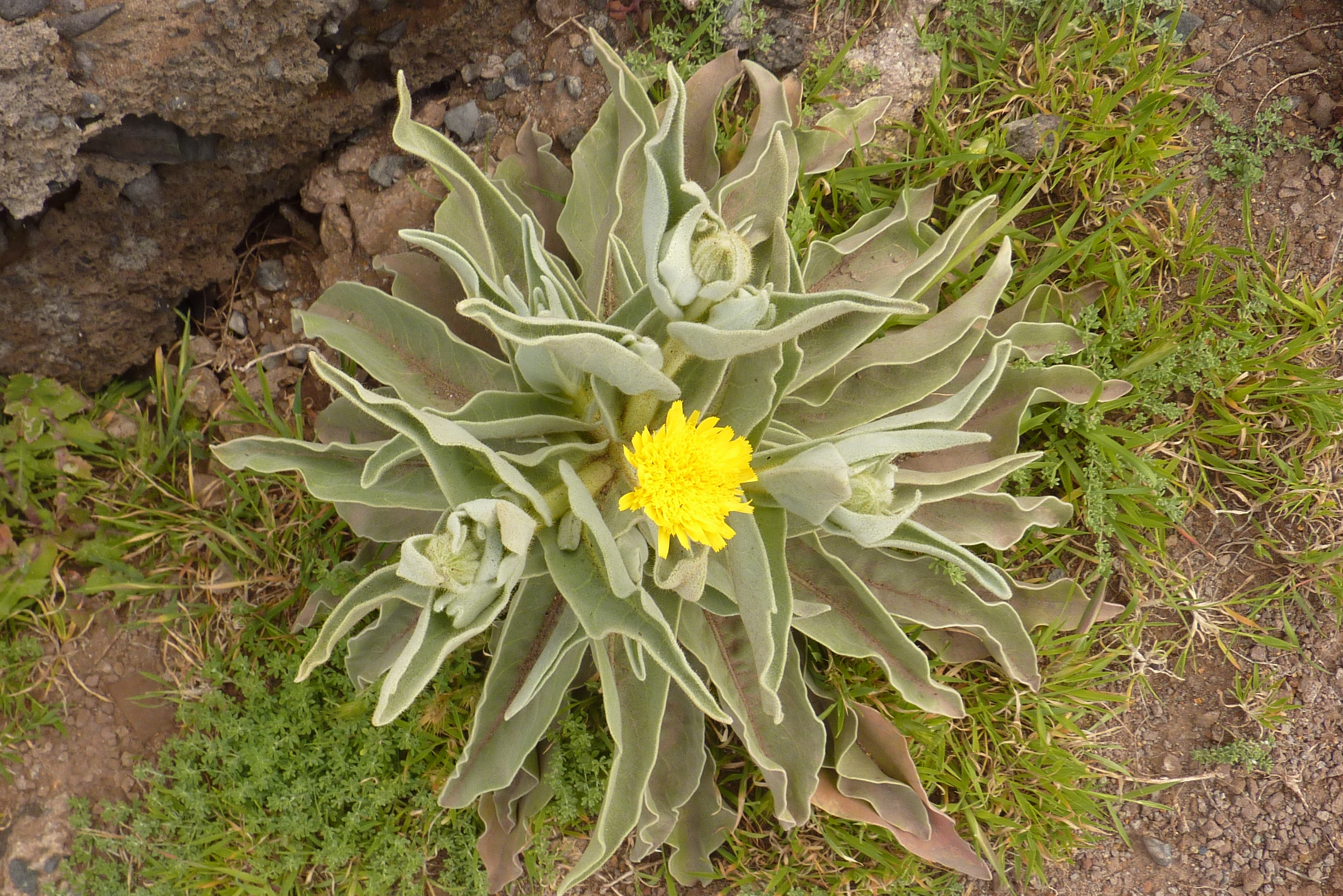
Le foglie
Andryala glandulosa

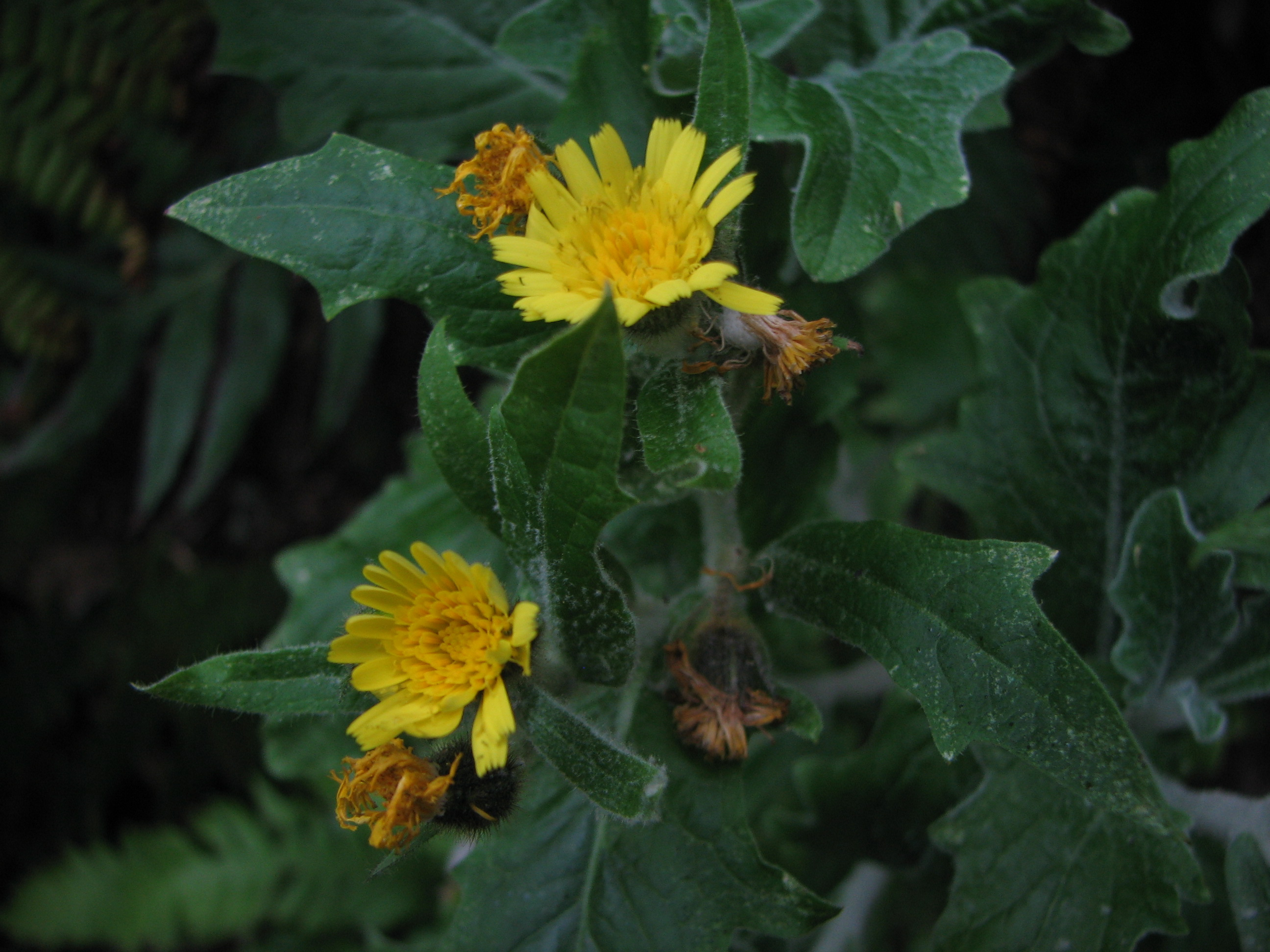
Infiorescenza
Andryala cheiranthifolia

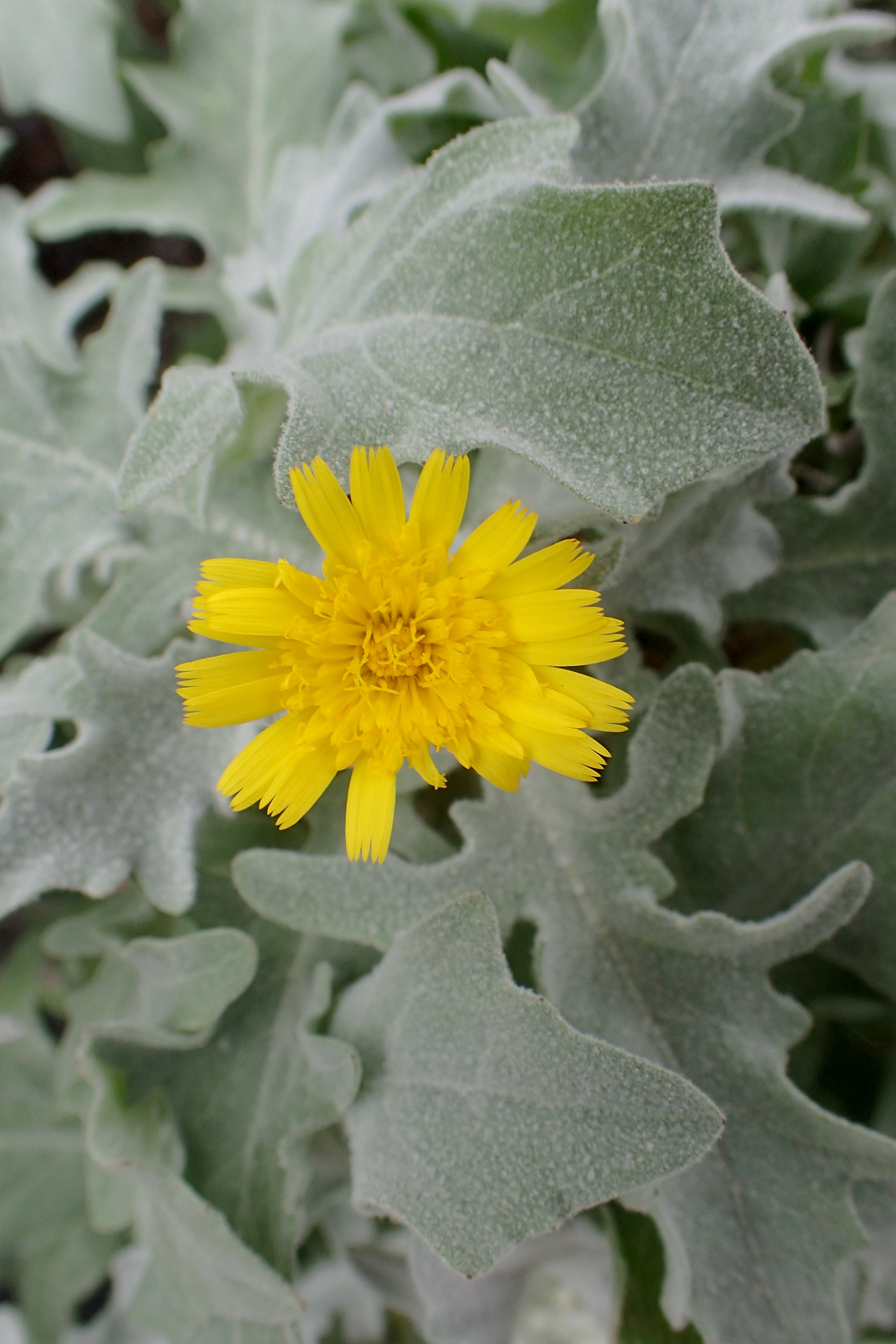
I fiori
Andryala pinnatifida

Habitus. La forma biologica prevalente è terofita scaposa (T scap), ossia in generale sono piante erbacee che differiscono dalle altre forme biologiche poiché, essendo annuali, superano la stagione avversa sotto forma di seme e sono munite di asse fiorale eretto e spesso privo di foglie. Sono presenti anche forme con ciclo biologico perenne. Queste piante sono provviste di lattice e sono prive di stoloni. In genere sono tomentose per peli semplici o ramificati.
Fusto. La parte aerea del fusto è striata, più o meno ramosa, colorata di grigio-giallastro con superficie pubescente o ricoperta da un tomento non ghiandoloso. In alcune specie i fusti sono suffruticosi e legnosi alla base (Andryala ragusina L.). Queste piante raggiungono al massimo i 50 cm di altezza.
Foglie. Le foglie inferiori hanno una forma più o meno da lanceolata a ovata con bordi interi o sinuati formati da alcuni denti per lato, profondi ma ottusi oppure la lamina è di tipo pennatosetto. Le foglie cauline sono progressivamente ridotte; le forme tendono ad essere da lineari a lanceolate con bordi più o meno interi; sono amplessicauli. Tutte le foglie hanno un portamento eretto-appressato e lungo il caule sono disposte in modo alterno. La superficie in alcuni casi è ricoperta da un tomento cenerino con peli ghiandolari abbondanti (Andryala cossyrensis Guss.).
Infiorescenza. Le infiorescenze sono composte da capolini peduncolati, solitari posti all'apice dei rami. I capolini sono formati da un involucro più o meno cilindrico/campanulato composto da brattee (o squame) disposte su una sola serie (raramente su più file) all'interno delle quali un ricettacolo fa da base ai fiori tutti ligulati. Il peduncolo e l'involucro generalmente sono ghiandolosi e ispidi. Il ricettacolo, nudo (ossia privo di pagliette a protezione della base dei fiori - eventualmente può essere squamoso), possiede delle fossette (o alveoli) circondate da ciglia lunghe quasi quanto i fiori.
Fiori. I fiori, poco sporgenti dall'involucro (in Andryala cossyrensis sono più sporgenti), sono tutti del tipo ligulato (il tipo tubuloso, i fiori del disco, presente nella maggioranza delle Asteraceae, qui è assente), sono tetra-ciclici (ossia sono presenti 4 verticilli: calice – corolla – androceo – gineceo) e pentameri (ogni verticillo ha 5 elementi). I fiori sono ermafroditi e zigomorfi.
- Formula fiorale:

*/x K {\displaystyle \infty }, [C (5), A (5)], G 2 (infero), achenio
- Calice: i sepali del calice sono ridotti ad una coroncina di squame.
- Corolla: le corolle sono formate da un tubo e da una ligula terminante con 5 denti; il colore è giallo pallido (a volte screziata di rosso) o arancio. La ligula è lunga circa 10 mm.
- Androceo: gli stami sono 5 con filamenti liberi e lisci, mentre le antere sono saldate in un manicotto (o tubo) circondante lo stilo.[16] Le antere alla base sono provviste di una appendice più o meno acuta.  Il polline è tricolporato.[17]
- Gineceo: lo stilo è filiforme e peloso sul lato inferiore; gli stigmi dello stilo sono due divergenti e allungati.  La superficie stigmatica posizionata internamente (vicino alla base).[18] L'ovario è infero uniloculare formato da 2 carpelli.

Frutti. I frutti sono degli acheni con pappo. Gli acheni, ristretti alla base e troncati all'apice (senza becco), hanno delle forme da affusolate a oblunghe o obconiche; il colore è marrone scuro; la superficie è glabra e costata (10 coste). Il pappo è composto da setole fragili (e barbate) di colore bianco-grigio.

## Biologia
- Impollinazione: l'impollinazione avviene tramite insetti (impollinazione entomogama tramite farfalle diurne e notturne).
- Riproduzione: la fecondazione avviene fondamentalmente tramite l'impollinazione dei fiori (vedi sopra).
- Dispersione: i semi (gli acheni) cadendo a terra sono successivamente dispersi soprattutto da insetti tipo formiche (disseminazione mirmecoria). In questo tipo di piante avviene anche un altro tipo di dispersione: zoocoria. Infatti gli uncini delle brattee dell'involucro si agganciano ai peli degli animali di passaggio disperdendo così anche su lunghe distanze i semi della pianta.

## Distribuzione e habitat
Le specie di questo genere sono distribuite quasi unicamente nell'areale mediterraneo (Europa, Anatolia, Asia mediterranea e Africa settentrionale) e prediligono habitat tipo incolti, pascoli aridi, rupi e macereti.

## Tassonomia
La famiglia di appartenenza di questa voce (Asteraceae o Compositae, nomen conservandum) probabilmente originaria del Sud America, è la più numerosa del mondo vegetale, comprende oltre 23.000 specie distribuite su 1.535 generi, oppure 22.750 specie e 1.530 generi secondo altre fonti (una delle checklist più aggiornata elenca fino a 1.679 generi). La famiglia attualmente (2021) è divisa in 16 sottofamiglie.
Il genere comprendente una ventina di specie delle quali quattro sono proprie della flora spontanea italiana.

### Filogenesi
Il genere di questa voce appartiene alla sottotribù Hieraciinae della tribù Cichorieae (unica tribù della sottofamiglia Cichorioideae). In base ai dati filogenetici la sottofamiglia Cichorioideae è il terz'ultimo gruppo che si è separato dal nucleo delle Asteraceae (gli ultimi due sono Corymbioideae e Asteroideae). La sottotribù Hieraciinae fa parte del "quinto" clade della tribù; in questo clade è posizionata alla base ed è "sorella al resto del gruppo comprendente, tra le altre, le sottotribù Microseridinae e Cichoriinae.
I seguenti caratteri sono distintivi per la sottotribù:
- queste piante sono spesso ricoperte da piccoli, soffici peli ramificati;
- gli acheni hanno delle forme obovoidi-coniche non compresse;
- il becco degli acheni è assente;
- il pappo è formato da setole fragili.

Il nucleo della sottotribù Hieraciinae è l'alleanza Hieracium - Pilosella (comprendenti la quasi totalità delle specie della sottotribù - oltre 3000 specie) e formano (insieme ad altri generi minori) un "gruppo fratello". Il genere di questa voce, nell'ambito della sottotribù occupa una posizione "basale": è il primo gruppo che si è separato.
I caratteri distintivi per le specie di questo genere sono:
- il portamento di queste piante è erbaceo con cicli biologici annuali o perenni;
- le brattee dell'involucro sono disposte su una sola serie;
- i peduncoli non si gonfiano all'antesi;
- le piante sono prive di stoloni;
- il ricettacolo è provvisto di fossette ed è cigliato con lunghi peli o squame (o setole);
- il pappo è ben sviluppato.

Il numero cromosomico della specie è: 2n = 18 (specie diploidi).

### Specie del genere
Il genere Andryala comprende 20 specie:
- Andryala agardhii Haens. ex DC., 1838 - Distribuzione: Spagna e Marocco
- Andryala arenaria (Guss. ex DC.) Boiss. & Reut., 1852 - Distribuzione: Penisola Iberica, Algeria e Marocco
- Andryala atlanticola H.Lindb., 1932 - Distribuzione: Marocco
- Andryala chevallieri Barratte ex L.Chevall., 1900 - Distribuzione: Algeria e Marocco
- Andryala christii G.Kunkel, 1980
- Andryala cossyrensis Guss., 1844 - Distribuzione: Italia e Africa mediterranea
- Andryala crithmifolia Aiton, 1789 - Distribuzione: Madeira
- Andryala dentata Sm., 1813 - Distribuzione: Italia, Grecia e Anatolia
- Andryala glandulosa Lam., 1783 - Distribuzione: Madeira e Isole Canarie
- Andryala integrifolia L., 1753 - Distribuzione: Mediterraneo
- Andryala laevitomentosa (Nyár. ex Sennikov) P.D.Sell ex Greuter, 2003 - Distribuzione: Romania
- Andryala maroccana (Caball.) Pau ex Maire, 1922 - Distribuzione: Algeria e Marocco
- Andryala nigricans Poir., 1789 - Distribuzione: Algeria e Tunisia
- Andryala perezii M.Z.Ferreira, R.Jardim, Alv.Fern. & M.Seq., 2014 - Distribuzione: Isole Canarie
- Andryala pinnatifida Aiton, 1789 - Distribuzione: Algeria, Marocco, Madeira e Isole Canarie
- Andryala ragusina L., 1763 - Distribuzione: Penisola Iberica e Francia
- Andryala rothia Pers., 1807 - Distribuzione: Penisola Iberica e Italia
- Andryala spartioides  (Batt.) Bonnet & Barratte, 1896 - Distribuzione: Algeria, Tunisia e Libia
- Andryala tenuifolia (Tineo) DC., 1838 - Distribuzione: Francia e Italia
- Andryala webbii Sch.Bip. ex Webb & Berthel., 1849 - Distribuzione: Isole Canarie

### Specie spontanee italiane
L’elenco seguente utilizza in parte il sistema delle chiavi analitiche (vengono cioè indicate solamente quelle caratteristiche utili a distingue un taxon dall'altro):
- 1A: il colore dei fiori è giallo pallido e sono poco più lunghi dell'involucro;

Andryala integrifolia L. - Lanutella comune: il portamento è relativamente robusto; la forma delle foglie varia da lanceolate a oblanceolato-spatolate; il diametro dei capolini è di 2,5 cm; l'altezza varia tra 2 e 6 dm; il ciclo biologico è annuo; la forma biologica è terofita scaposa (T scap);  il tipo corologico è Mediterraneo occidentale / Euri-Mediterraneo; l'habitat tipico sono gli incolti e pascoli aridi; la distribuzione sul territorio italiano è relativa al Centro e al Sud fino ad una altitudine di 1.200 m s.l.m..
Andryala tenuifolia (Tineo) DC. - Lanutella dalle foglie tenui: il portamento è più gracile; i fusti sono prostrati; le foglie sono lineari; i capolini sono più piccoli di 2,5 cm; l'altezza varia tra 2 e 4 dm; il ciclo biologico è annuo; la forma biologica è terofita scaposa (T scap);  il tipo corologico è Endemico; l'habitat tipico sono gli incolti, i pascoli aridi e le garighe; la distribuzione sul territorio italiano è relativa alle Marche e all'Italia Meridionale fino ad una altitudine di 900 m s.l.m..
- 1B: il colore dei fiori varia da giallo-dorato a aranciato e sono lunghi il doppio dell'involucro;

Andryala dentata Sm. - Lanutella dentata: il fusto è ramoso in alto; la superficie delle piante è ricoperta da un tomento grigiastro; le foglie inferiori sono intere, dentate o sinuate; le foglie superiori hanno delle forme che variano da lanceolate a oblanceolate; i peduncoli e i capolini sono densamente ghiandolosi; l'altezza varia tra 2 e 4 dm; il ciclo biologico è annuo; la forma biologica è terofita scaposa (T scap);  il tipo corologico è Mediterraneo; l'habitat tipico sono gli incolti aridi; in Italia è una specie rara e si trova dal Lazio al Sud fino ad una quota di 900 m s.l.m..
Andryala cossyrensis Guss. - Lanutella di Pantelleria: il fusto è ramoso alla base; la superficie delle piante è ricoperta da un tomento verdastro; le foglie inferiori sono lirate o pennatifide; le foglie superiori sono lineari; i peduncoli e i capolini sono poco ghiandolosi; l'altezza varia tra 2 e 4 dm; il ciclo biologico è annuo; la forma biologica è terofita scaposa (T scap);  il tipo corologico è Mediterraneo sud-occidentale; l'habitat tipico sono gli incolti aridi; in Italia è una specie rara e si trova a Pantelleria fino ad una quota di 500 m s.l.m..

#### Specie italiane alpine
Delle 4 specie spontanee della flora italiana solo una vive sull'arco alpino. La tabella seguente mette in evidenza alcuni dati relativi all'habitat, al substrato e alla distribuzione delle specie alpine.
| Specie | Comunità vegetali | Piani vegetazionali | Substrato | pH    | Livello trofico | H2O   | Ambiente | Zona alpina |
| --- | ----------------- | ------------------- | --------- | ----- | --------------- | ----- | -------- | ----------- |
| Andryala integrifolia | 4                 | collinare           | Si        | acido | basso           | secco | B2 C1 G3 | IM SV       |
| Legenda e note alla tabella. Substrato: con “Ca/Si” si intendono rocce di carattere intermedio (calcari silicei e simili). Zona alpina: vengono prese in considerazione solo le zone alpine del territorio italiano (sono indicate le sigle delle province). Comunità vegetali: 4 = comunità pioniere a terofite e succulente. Ambienti: B2 = ambienti ruderali, scarpate; C1 = ambienti sabbiosi, affioramenti rocciosi; G3 = macchie basse. |                   |                     |           |       |                 |       |          |             |

### Sinonimi
L'entità di questa voce ha avuto nel tempo diverse nomenclature. L'elenco seguente indica alcuni tra i sinonimi più frequenti:
- Forneum Adans.
- Paua  Caball.
- Pietrosia  Nyár.
- Rothia  Schreb.